# Bisbat de Papantla
El bisbat de Papantla  (castellà: Diócesis de Papantla, llatí: Dioecesis Papantlensis) és una seu de l'Església Catòlica a Mèxic, sufragània de l'arquebisbat de Jalapa, i que pertany a la regió eclesiàstica Golfo. L'any 2013 tenia 1.744.000 batejats sobre una població de 2.157.000 habitants. Actualment està regida pel bisbe José Trinidad Zapata Ortiz.

## Territori
La diòcesi comprèn part de l'estat mexicà de Puebla.
La seu episcopal és la ciutat de Teziutlán, on es troba la catedral de l'Assumpció de Maria Verge.
El territori s'estén sobre 12.000  km², i està dividit en 58 parròquies.

## Història
La diòcesi va ser erigida el 24 de novembre de 1922, mitjançant la butlla Orbis catholici del Papa Pius XI, prenent el territori de la diòcesi de Ciudad Victoria-Tamaulipas (avui bisbat de Tampico) i de la diòcesi de Veracruz-Jalapa (avui arquebisbat de Jalapa).
El 19 de juny de 1931, per efecte del decret Excellentissumus Dominus de la Sacra Congregació Consistorial la diòcesi incorporà dues parròquies de l'arquebisbat de Puebla de los Ángeles, i la seu episcopal va ser traslladada de Papantla a Teziutlán.
El 9 de juny de 1962 cedí una porció del seu territori per tal que s'erigís el bisbat de Valle de Tuxpan.

## Cronologia episcopal
- Nicolás Corona y Corona † (11 de desembre de 1922 - 8 de gener de 1950 mort)
- Luis Cabrera Cruz † (4 de desembre de 1950 - 25 d'agost de 1958 nomenat bisbe de San Luis Potosí)
- Alfonso Sánchez Tinoco † (6 de febrer de 1959 - 19 d'octubre de 1970 mort)
- Sergio Obeso Rivera (30 d'abril de 1971 - 15 de gener de 1974 nomenat arquebisbe coadjutor de Jalapa)
- Genaro Alamilla Arteaga † (13 de juliol de 1974 - 26 de gener de 1980 jubilat)
- Lorenzo Cárdenas Aregullín (30 d'octubre de 1980 - 2 de maig de 2012 jubilat)
- Jorge Carlos Patrón Wong (2 de maig de 2012 - 21 de setembre de 2013 nomenat secretari de la Congregació per al Clergat com a delegat pels seminaris)
- José Trinidad Zapata Ortiz, des del 20 de març de 2014

## Estadístiques
A finals del 2013, la diòcesi tenia 1.744.000 batejats sobre una població de 2.157.000 persones, equivalent al 80,9% del total.
| any  | població  | població  | població | sacerdots | sacerdots       | sacerdots       | sacerdots             | diaques | religiosos | religiosos | parròquies |
| ---- | --------- | --------- | -------- | --------- | --------------- | --------------- | --------------------- | ------- | ---------- | ---------- | ---------- |
| any  | batejats  | total     | %        | total     | clergat secular | clergat regular | batejats por sacerdot | diaques | homes      | dones      |            |
| 1950 | 225.000   | 280.000   | 80,4     | 32        | 32              |                 | 7.031                 |         |            | 85         | 22         |
| 1966 | 500.000   | 525.000   | 95,2     | 54        | 52              | 2               | 9.259                 |         |            | 171        | 19         |
| 1968 | 500.000   | 525.000   | 95,2     | 62        | 62              |                 | 8.064                 |         | 4          | 173        | 19         |
| 1976 | 600.000   | 650.000   | 92,3     | 56        | 54              | 2               | 10.714                |         | 5          | 205        | 23         |
| 1980 | 1.010.964 | 1.167.176 | 86,6     | 60        | 60              |                 | 16.849                |         | 3          | 174        | 31         |
| 1990 | 1.500.000 | 1.850.000 | 81,1     | 63        | 60              | 3               | 23.809                |         | 3          | 150        | 37         |
| 1999 | 1.752.667 | 2.046.277 | 85,7     | 99        | 97              | 2               | 17.703                |         | 5          | 155        | 41         |
| 2000 | 1.752.667 | 2.046.277 | 85,7     | 104       | 102             | 2               | 16.852                |         | 5          | 155        | 41         |
| 2001 | 1.752.667 | 2.046.277 | 85,7     | 84        | 83              | 1               | 20.865                | 1       | 1          | 151        | 44         |
| 2002 | 1.336.419 | 1.589.137 | 84,1     | 83        | 82              | 1               | 16.101                | 1       | 1          | 151        | 43         |
| 2003 | 1.229.330 | 1.581.924 | 77,7     | 85        | 85              |                 | 14.462                |         |            | 135        | 49         |
| 2004 | 1.380.738 | 1.799.648 | 76,7     | 85        | 84              | 1               | 16.243                | 1       | 1          | 142        | 50         |
| 2013 | 1.744.000 | 2.157.000 | 80,9     | 101       | 101             |                 | 17.267                | 1       |            | 134        | 58         |